# Kamil Kościółek
Kamil Tomasz Kościółek (ur. 2 sierpnia 1996) – polski zapaśnik startujący w stylu wolnym.
Brązowy medalista mistrzostw Europy w 2025. Mistrz Europy U-23 w 2018, trzeci w 2017 i 2019. Zdobył siedem medali mistrzostw Polski, w tym złoty w 2019 roku.
Studiował na Uniwersytecie Rzeszowskim, a jego trenerem jest Sebastian Maczuga. Ma brata Tomasza, który także jest zapaśnikiem, medalistą mistrzostw kraju.